# Strange Behaviour
Strange Behaviour è un album di remix del gruppo musicale inglese Duran Duran, pubblicato nel 1999.

## Tracce
CD 1 (1981–1984)
1. Planet Earth (Night Mix) – 6:58
2. Girls on Film (Night Version) – 5:31
3. My Own Way (Night Version) – 6:37
4. Hungry Like the Wolf (Night Version) – 5:12
5. Hold Back the Rain (Remix) – 6:38
6. Rio (Carnival Version) – 6:41
7. New Religion (Carnival Version) – 5:19
8. Is There Something I Should Know? (Monster Mix) – 6:41
9. Union of the Snake (The Monkey Mix) – 6:28
10. New Moon on Monday (Extended Version) – 6:03
11. The Reflex (Dance Mix) – 6:33
12. The Wild Boys (Wilder Than Wild Boys Extended Mix) – 8:01

CD 2 (1986–1993)
1. Notorious (Extended Mix) – 5:15
2. Skin Trade (Stretch Mix) – 7:41
3. 'Meet El Presidente' (12" Version) – 7:14
4. American Science (Chemical Reaction Mix) – 7:42
5. I Don't Want Your Love (Dub Mix) – 7:36
6. All She Wants Is (US Master Mix) – 7:19
7. Violence of Summer (Love's Taking Over) (Power Mix) – 4:58
8. Come Undone (Come Undub) – 4:47
9. Love Voodoo (Sidney St. 12" Mix) – 4:40
10. Too Much Information (12" Jellybean Mix) – 6:43
11. None of the Above (Drizabone 12" Mix) – 6:36
12. Drowning Man (D:Ream Ambient Mix) – 6:45